# Katrin Thoma
Katrin Thoma, née le 7 août 1990, est une rameuse allemande.

## Palmarès

### Championnats du monde
| Discipline           | Chungju 2013 Corée du Sud | Amsterdam 2014 Pays-Bas | Aiguebelette 2015 France |
| -------------------- | ------------------------- | ----------------------- | ------------------------ |
| Quatre de couple, pl |                           | Bronze                  | Or                       |

### Championnats d'Europe
| Discipline           | Séville 2013 Espagne | Belgrade 2014 Serbie | Poznań 2015 Pologne |
| -------------------- | -------------------- | -------------------- | ------------------- |
| Quatre de couple, pl |                      |                      |                     |